# Dracula verticulosa
Dracula verticulosa es una especie de orquídea epifita. Es originaria de Colombia.

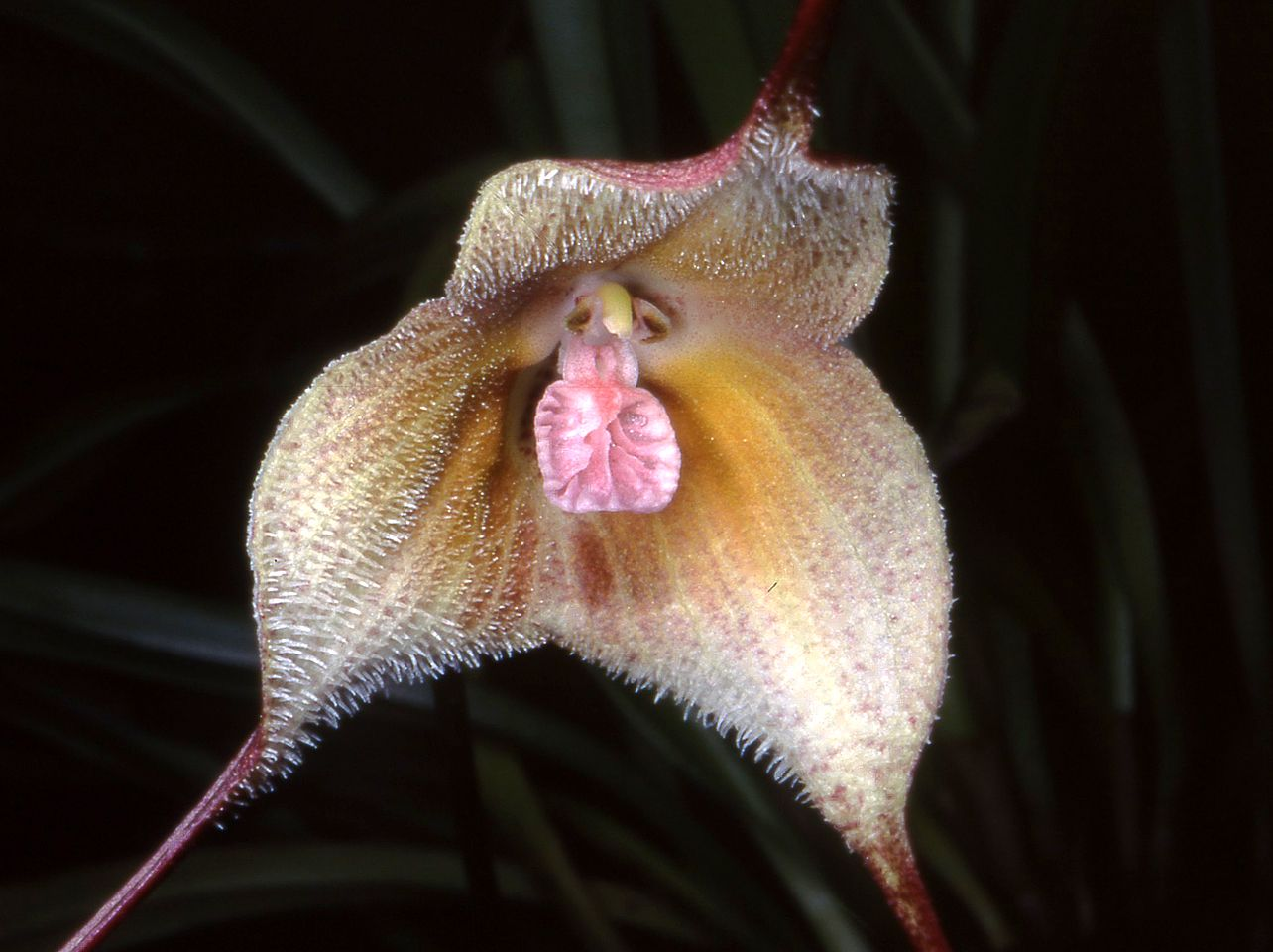
Detalle de la flor

## Descripción
Es una orquídea de tamaño pequeño, con hábito de epifita y con ramicaules delgados, erguidos, que están envuelto basalmente por 2-3 vainas sueltas, tubulares y que llevan una sola hoja, apical, erecta, delgadamente coriáceas, carinada, estrechamente elíptica, aguda, que se estrecha gradualmente abajo en la base peciolada conduplicada. Florece en el verano, el invierno y la primavera en una inflorescencia robusta, erguida, de 15 a 20 cm  de largo, suelta, con sucesivamente pocas flores, en forma racemosa que surge de la parte baja en el ramicaule y lleva unas  brácteas florales tubulares.

## Distribución y hábitat
Se encuentra en el Valle del Cauca en Colombia en los bosques nubosos en las elevaciones alrededor de 1800-1900 metros.   

## Taxonomía
Dracula verticulosa fue descrita por  Luer & R.Escobar y publicado en American Orchid Society Bulletin 58(10): 1010–1011. 1989.
Etimología
Dracula: nombre genérico que deriva del latín y significa: "pequeño dragón", haciendo referencia al extraño aspecto que presenta con dos largas espuelas que salen de los sépalos.
verticulosa; epíteto latíno que significa "del tiempo".